# Club Socio Deportivo Ebenezer
El Club Socio Deportivo Ebenezer es un club de fútbol de Malabo, Guinea Ecuatorial, que milita en la Primera División de Guinea Ecuatorial, la liga de fútbol más importante del país.

## Historia
El club se fundó en 2007 en la ciudad de Malabo con el nombre de Deportivo Ebenezer. Desde su fundación, el club es miembro de la Federación Ecuatoguineana de Fútbol (FEGUIFUT), con un enfoque tanto deportivo como académico.
Su primer registro de su participación oficial fue en 2013, donde el club quedó en el primer lugar del Grupo B de la Región Insular de Segunda División y también de la Liguilla, logrando el ascenso a Primera División. Ese mismo año, participó en la Copa Nacional, pero fue eliminado en primera ronda por Santa Rosa. La temporada siguiente, en 2014, el club tuvo una campaña promedio en Primera División, sin llegar a la Liguilla que decidía al campeón. En la Copa, alcanzaron la segunda ronda, pero no hay registros claros de hasta dónde lograron avanzar.
En la temporada 2015, el club regresó a la Segunda División, posiblemente como consecuencia del descenso del año anterior. Sin embargo, logró regresar a Primera División al ganar la eliminatoria de descenso de la Región Insular contra el penúltimo clasificado en una tanda de penaltis tras dos empates. En la Copa Nacional, destacaron al vencer en la tanda de penaltis al equipo Leones Vegetarianos B en octavos de final tras un emocionante 3-3, pero fueron eliminados en cuartos por el San Pablo de Nsork, también en la tanda de penaltis.
En la 2015/16, el club acabó tercero en el grupo insular de Primera División. En la Copa, goleó al Real Felixtel por 8-0 en la primera ronda, pero fue eliminado en cuartos de final por el Deportivo Unidad. También participaron en la Copa 3 de Agosto, siendo eliminados en primera ronda por el Atlético Semu.
La temporada 2016/17 estuvo marcada por la adversidad, con el descenso a Segunda División tras dos ausencias en partidos de Primera. No obstante, participaron en la Copa FEGUIFUT, donde vencieron a la UD Estrella Roja por un global de 6-1 en los octavos de final de la fase insular, pero fueron eliminados en cuartos por el Sony de Elá Nguema debido a su ausencia en el partido de ida.
Su siguiente registro se produjo en la temporada 2019/20, interrumpida por la pandemia de COVID-19, cuando militaba en Segunda División y ocupaba la segunda plaza del Grupo B de la Regional Insular. En la 2020/21 no se celebraron las competiciones.
En la temporada 2021/22, el club se clasificó tercero en la liguilla de Segunda División y quedó primero en la Liguilla de la Región Insular, logrando el ascenso a Primera División. En la Copa, fueron eliminados por el equipo Leones Vegetarianos B en la primera ronda. En 2023, finalizaron quintos en el grupo insular de Primera División, sin alcanzar la Liguilla, y fueron eliminados en cuartos de final de la Copa por el Deportivo Unidad.
En la temporada 2023/24, clasificaron a la Liguilla tras quedar segundos en el grupo insular de Primera División, terminando la competencia en tercer lugar. En la Copa, fueron eliminados en octavos de final del regional insular por el Atlético Semu tras caer 2-1.

## Presidentes
- José Pedro Biyogo (2023-presente)[1]

## Entrenadores
- Adeba (2015–2016)[16]
- Adeba (enero de 2023–noviembre de 2023)[4][5]
- Policarpo Leoncio Obiang Kota (diciembre de 2023–diciembre de 2024)[17][2]
- Ekay (diciembre de 2024–presente)[2]